# Čakanovce, Lučenec
Čakanovce este o comună slovacă, aflată în districtul Lučenec din regiunea Banská Bystrica. Localitatea se află la altitudinea de 243 m deasupra n.m., se întinde pe o suprafață de 12,43 km2 și în 2017 număra 1.171 de locuitori.

## Istoric
Localitatea Čakanovce este atestată documentar din 1439.

## Demografie
| An:                | 1994 | 2004   | 2014    | 2024   |
| ------------------ | ---- | ------ | ------- | ------ |
| Număr de persoane: | 913  | 957    | 1153    | 1143   |
| Diferență:         |      | +4,81% | +20,48% | −0,86% |

| An:                | 2023 | 2024  |
| ------------------ | ---- | ----- |
| Număr de persoane: | 1125 | 1143  |
| Diferență:         |      | +1,6% |